# 官有缘
官有缘（英語：Koon Yew Yin），马来西亚著名企业家和慈善家。他多年来公开支持马来西亚反对党希望联盟。

## 生平
2018年5月22日，官有缘在面子书向新任马来西亚首相马哈迪·莫哈末求助，他希望马哈迪能够下令禁止总检察长等政府部门骚扰他，包括恫言起诉他。

## 事件

### 致马哈迪公开信
2018年5月20日，官有缘大赞新任马来西亚首相马哈迪·莫哈末有本事，并对后者的判断力和组团队的能力充满信心。他提到若非马哈迪本事，即使安华·依布拉欣再领导反对党，也未必能在第14届大选入主布城。